# Gülper Özdemir
Gülper Özdemir (* 5. April 1990 in Frankfurt am Main) ist eine türkische Schauspielerin.

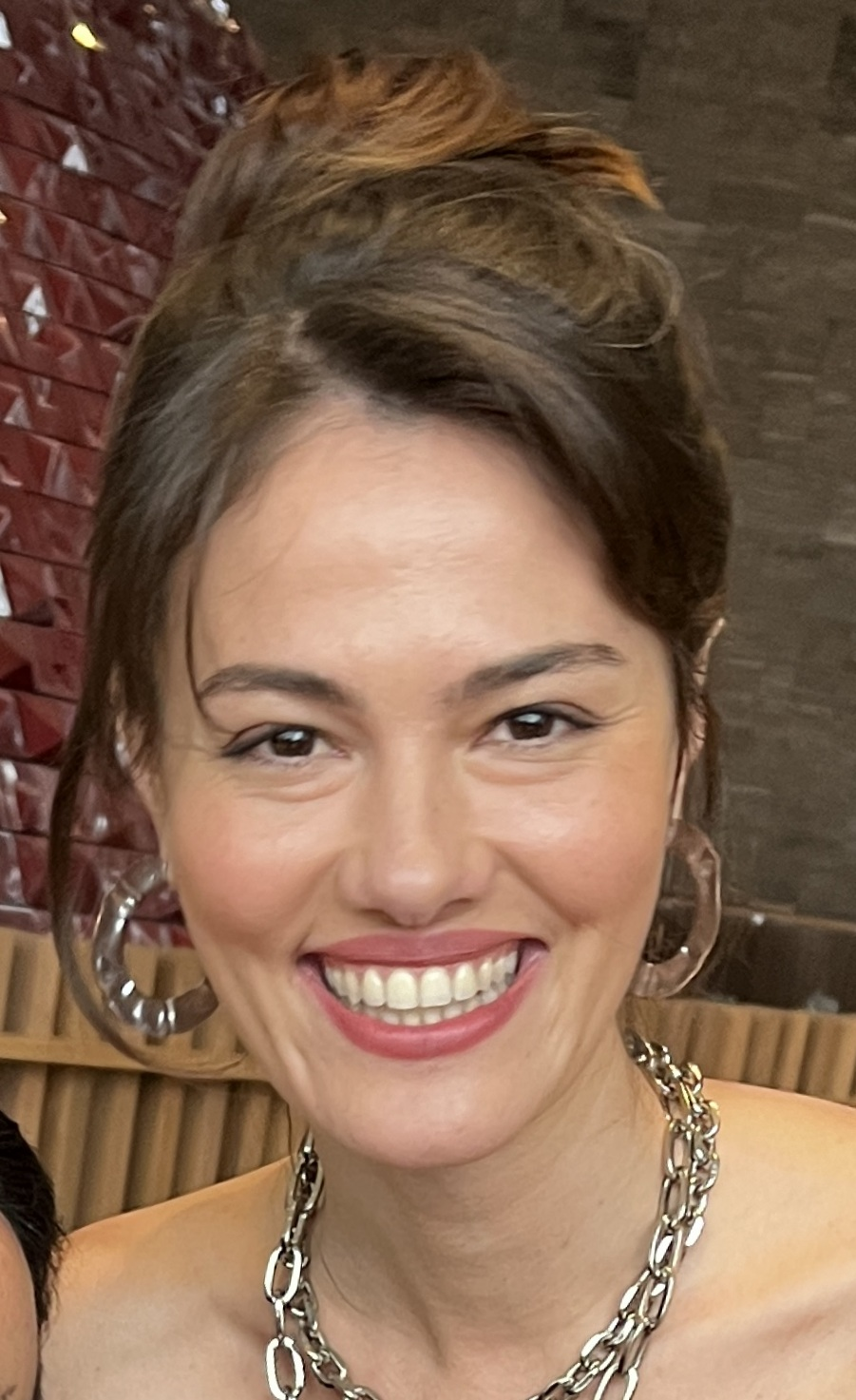
Gülper Özdemir

## Leben und Karriere
Özdemir wurde am 5. April 1990 in Frankfurt am Main geboren. Ihr Debüt gab sie 2015 in der Fernsehserie Medcezir. Außerdem spielte sie in den Serien Bana Sevmeyi Anlat und Kara Yazı mit. 2018 bekam sie in Meleklerin Aşkı die Hauptrolle. Anschließend trat Özdemir 2019 in Sen Anlat Karadeniz auf. Von 2021 bis 2022 spielte sie in der Serie Bir Zamanlar Kıbrıs die Hauptrolle. Unter anderem war sie 2022 in der Serie Gül Masalı zu sehen.

## Filmografie
Serien
- 2015: Medcezir
- 2016: Bana Sevmeyi Anlat
- 2017: Kara Yazı
- 2017: Tutsak
- 2018: Meleklerin Aşkı
- 2019: Sen Anlat Karadeniz
- 2021–2022: Bir Zamanlar Kıbrıs
- 2022: Gül Masalı